# Jacques de Baroncelli
Marie Joseph Henri Jacques de Baroncelli de Javon (* 25. Juni 1881 in Bouillargues, Frankreich; † 12. Januar 1951 in Paris, Frankreich) war ein französischer Filmregisseur, Drehbuchautor und Filmproduzent.

## Leben
Der aus einer südfranzösischen Adelsfamilie entstammende Baroncelli war zuerst Journalist (1913 Redakteur der Wochenzeitung L'Eclair), bevor er 1915 zum Film kam. Besonders im Zeitraum von 1919 bis 1939 gelangen ihm einige respektable Filme. Meist jedoch drehte er, unter anderem für Pathé, künstlerisch wenig ansprechende Filme, sein Metier waren eher unterhaltsame Filme für den Massengeschmack. Insgesamt drehte er in mehr als drei Jahrzehnten über 80 Filme.

## Filmografie (Auswahl)
| - 1915: Un signal dans la nuit - 1915: Trois filles en portefeuille - 1915: Lequel? - 1915: Le drame du château de Saint-Privat - 1915: La classe 1935 - 1924: Die Islandfischer (Pêcheur d’Islande) - 1928: Das Spielzeug einer Frau (La femme et le pantin) - 1928: Le Passager | - 1933: Freund Fritz (L'ami Fritz) - 1939: Der Mann vom Niger (L'homme du Niger) - 1942: Die Herzogin von Langeais (La duchesse de Langeais) - 1945: Marie la Misère - 1946: La rose de la mer - 1946: Solange ich lebe (Tant que je vivrai) - 1948: La revanche de Baccarat - 1948: Rocambole |